# Stanisław Lange
Stanisław Lange (ur. 5 marca 1898 w Warszawie, zm. 21 kwietnia 1960 w Wołominie) – instruktor harcerski, działacz społeczny i samorządowy.

## Życiorys
Syn Jana i Bronisławy z Bieńkowskich. Uczeń Gimnazjum im. Króla Władysława IV (matura w 1921), od 1915 harcerz w 17 Warszawskiej Drużynie Harcerskiej. W późniejszych latach był drużynowym tej drużyny oraz I Wołomińskiej Drużyny Harcerskiej męskiej imienia króla Władysława Łokietka.
10 lipca 1920 wstąpił na ochotnika do wojska, 5 września 1920 ukończył Szkołę Podoficerów Artylerii w Toruniu, uzyskując stopień kaprala. Studiował na Wydziale Prawa Uniwersytetu Warszawskiego oraz w Szkole Nauk Politycznych.
W latach 1927–1939 specjalista ds. organizacji akcji obozowej w Państwowym Urzędzie Wychowania Fizycznego i Przysposobienia Wojskowego w Warszawie. W okresie 1929–1932 oraz podczas II wojny światowej był wiceburmistrzem Wołomina. Przez wiele lat był także przewodniczącym rady parafialnej przy parafii pw. Matki Bożej Częstochowskiej w Wołominie.
Harcmistrz Stanisław Lange przez wiele lat był komendantem Chorągwi Mazowieckiej Związku Harcerstwa Polskiego oraz członkiem Głównej Kwatery ZHP. Uczestniczył w międzynarodowych zlotach skautowych Jamboree w Wielkiej Brytanii i Holandii. W 1935 był kwatermistrzem na Jubileuszowym Zlocie Związku Harcerstwa Polskiego w Spale. Przez wiele lat organizował i prowadził harcerskie obozy instruktorskie we wsi Cimochowizna nad jeziorem Wigry.
W czasie II wojny światowej działał w OW „Wilki”, a następnie Narodowych Siłach Zbrojnych. Pisał do prasy podziemnej (tygodnika „Brzask”, miesięcznika „Kupiec Polski” i „Biuletynu Informacyjnego”), wspierał konspiracyjne działania harcerzy, brał udział w pracach Rady Głównej Opiekuńczej (RGO), pomagając mieszkańcom miasta, w tym ludności żydowskiej. Aresztowany przez Gestapo za pomoc rodzinom żydowskim w 1943, więziony na Pawiaku. Dzięki staraniom rodziny i bliskich został wykupiony z rąk niemieckich i po kilku miesiącach opuścił areszt. 

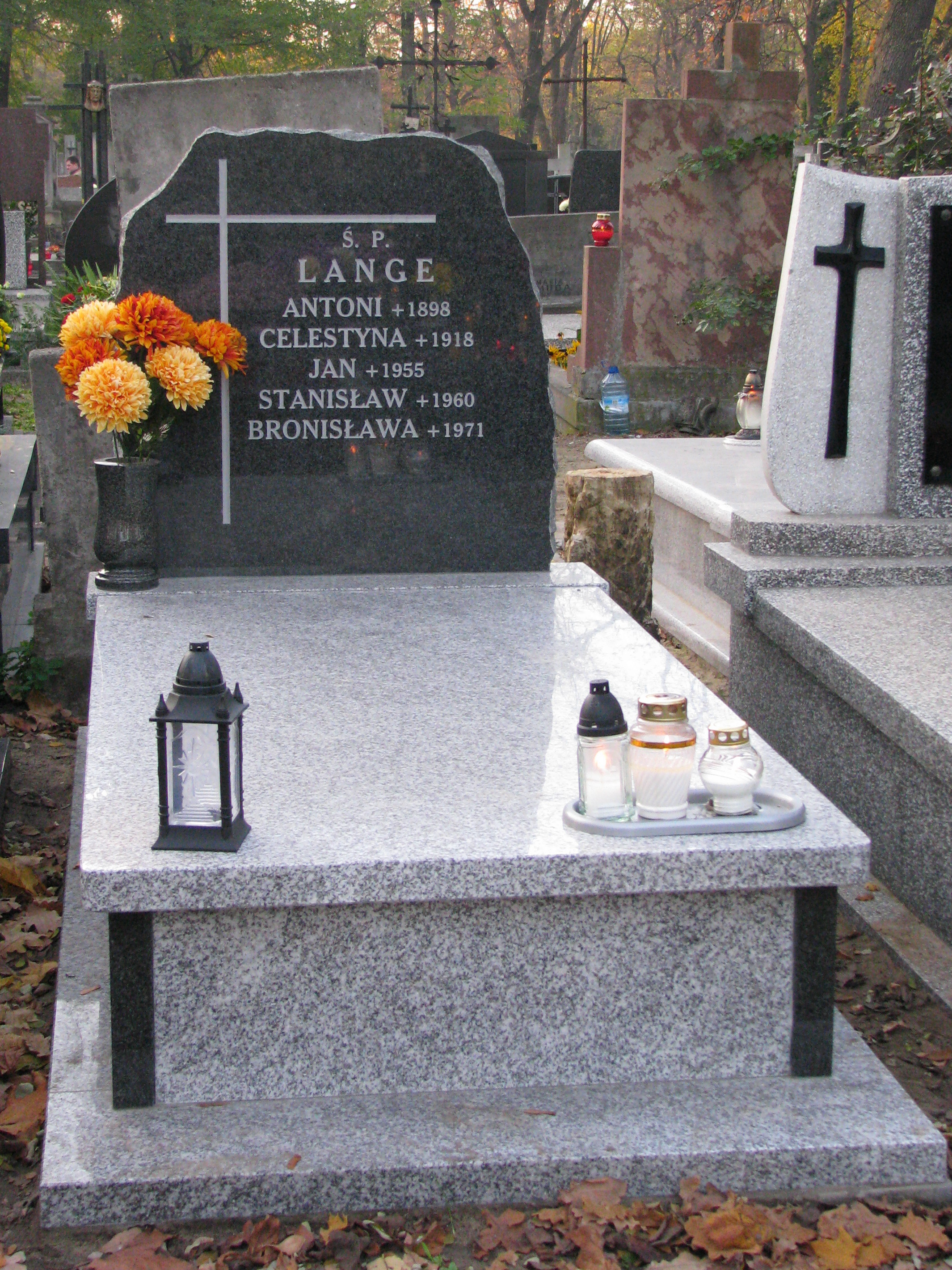
Grób rodzinny Stanisława Langego na cmentarzu Bródnowskim w Warszawie

Po wejściu wojsk radzieckich do Wołomina we wrześniu 1944 ukrywał się przed NKWD. W 1945 zaangażował się w odbudowę zniszczonego pod koniec wojny wołomińskiego kościoła pw. Matki Bożej Częstochowskiej. 
Po wojnie pracował w Straży Ochrony Kolei, a następnie jako urzędnik na Dworcu Wschodnim w Warszawie, dyrektor ds. administracyjno–handlowych w Państwowych Zakładach Wydawnictw Szkolnych w Warszawie (zwolniony z pracy za sprawą UB) i pracownik Instytutu Wzornictwa Przemysłowego.
W 1956 utworzył w Wołominie Koło Pszczelarzy, odznaczony Złotą Odznaką Polskiego Związku Pszczelarskiego. Był także prezesem wołomińskiego Oddziału Polskiego Czerwonego Krzyża, zorganizował m.in. zbiórkę pieniędzy na pierwszą w tym rejonie karetkę pogotowia. Od 1957 był kierownikiem wydziału finansowo-gospodarczego w Komendzie Chorągwi Warszawskiej.
Lange pochowany został na cmentarzu Bródnowskim w Warszawie (kwatera 17 C-1-9).

## Ordery i odznaczenia
- Złoty Krzyż Zasługi (1948)
- Srebrny Krzyż Zasługi (19 marca 1931)[1]
- Złota Odznaka Polskiego Związku Pszczelarskiego